# Finale de la Coupe du monde de football 2022
La finale de la Coupe du monde 2022 est une rencontre sportive de football. 
C'est le 64e et dernier match de la Coupe du monde 2022. La rencontre se joue au Stade de Lusail à Lusail au Qatar à 18 h heure locale, le 18 décembre 2022, jour de la fête nationale du Qatar, et voit s'affronter l'équipe d'Argentine et l'équipe de France. L'Argentine s'impose aux tirs au but, après prolongation (3-3, tab 4-2). L'Albiceleste gagne ainsi sa troisième Coupe du monde après 1978 et 1986 et accroche une troisième étoile à son maillot. Lionel Messi est désigné Meilleur joueur du tournoi, ses coéquipiers Enzo Fernandez et Emiliano Martínez sont également distingués (respectivement Meilleur jeune du tournoi et Meilleur gardien de but), tandis qu'avec huit réalisations, Kylian Mbappé, qui réalise un triplé lors de cette finale, est le meilleur buteur de la compétition.
Les performances exceptionnelles de Lionel Messi et Kylian Mbappé ainsi qu'un scénario renversant font que ce match est considéré comme l'une des plus belles finales de l'histoire de la Coupe du monde, si ce n'est la plus belle,,.

## Contexte
Le champion en titre de la Coupe du monde 2018 est la France, c'est sa seconde finale consécutive et la quatrième depuis 1998 ; elle est la première équipe depuis le Brésil en 1998 à revenir en finale en tant que tenante du titre.  La France a remporté deux Coupes du monde, en 1998 et 2018. Elle a également atteint la finale en 2006, mais est tombée face à l'Italie aux tirs au but. Sous la direction de Didier Deschamps, qui a remporté le tournoi de 1998 comme joueur, les Français ont été éliminés par l'Allemagne en quarts de finale de la Coupe du monde 2014, ont perdu en prolongations, face au Portugal, la finale de l'Euro 2016 à domicile, et ont connu une défaite aux tirs au but face à la Suisse (3-3 après prolongations) en huitièmes de finale de l'Euro 2020. En raison de son statut de championne du monde, la France fait figure de favori pour la victoire, elle vise également à imiter la réalisation de l'Italie en 1934 et 1938 et du Brésil en 1958 et 1962, comme troisième pays à remporter la Coupe du monde deux fois de suite. Deschamps peut devenir le deuxième entraîneur à remporter deux titres de Coupe du Monde consécutives, après Vittorio Pozzo avec l'Italie en 1934 et 1938. Après avoir remporté le tournoi en 1998, comme joueur, Deschamps cherche aussi à devenir le troisième à remporter trois titres mondiaux après les légendes brésiliennes Pelé (comme joueur) et Mário Zagallo (deux comme joueur, un comme entraîneur).
L'équipe d'Argentine, comme celle de la France, a remporté la Coupe du monde deux fois auparavant, en 1978 et 1986. Elle a également terminé trois fois finaliste, battue en 1930 (Uruguay), 1990 et 2014, les deux dernières face à l'Allemagne. Après sa défaite en finale de 2014, l'Argentine perd deux finales consécutives de la Copa América face au Chili en 2015 et 2016. Après une série de performances décevantes lors de la Coupe du Monde 2018, dans laquelle elle est éliminée par la France en huitième de finale et de la Copa América 2019, où elle termine troisième, l'entraîneur nouvellement nommé Lionel Scaloni mène l'Argentine à son premier titre international en 28 ans en s'imposant face au Brésil 1-0, lors de la finale de la Copa América 2021. Après avoir remporté la Finalissima 2022, battant l'Italie 3-0, championne d'Europe, l'Argentine est entrée au Qatar comme l'un des favoris pour la victoire finale.
Les deux nations s'affrontent en phase finale pour la seconde Coupe du monde consécutive. En 2018, en Russie à Kazan Arena, c'est en huitièmes de finale que la France remporte la rencontre 4-3, dans ce que The Independent a qualifié de « l'un des plus grands matchs de coupe du monde de tous les temps ». Antoine Griezmann ouvre le score avec un penalty avant qu'Ángel Di María et Gabriel Mercado placent l'Argentine devant, la France marque ensuite les trois buts suivants grâce à la volée de Benjamin Pavard à l'extérieur de la surface (but élu comme le meilleur du tournoi) et puis Kylian Mbappé deux fois. Sergio Agüero réduit le score dans les arrêts de jeu, mais l'Argentine ne réussit pas à égaliser et à bénéficier de la prolongation.

## Avant-match

### Stade

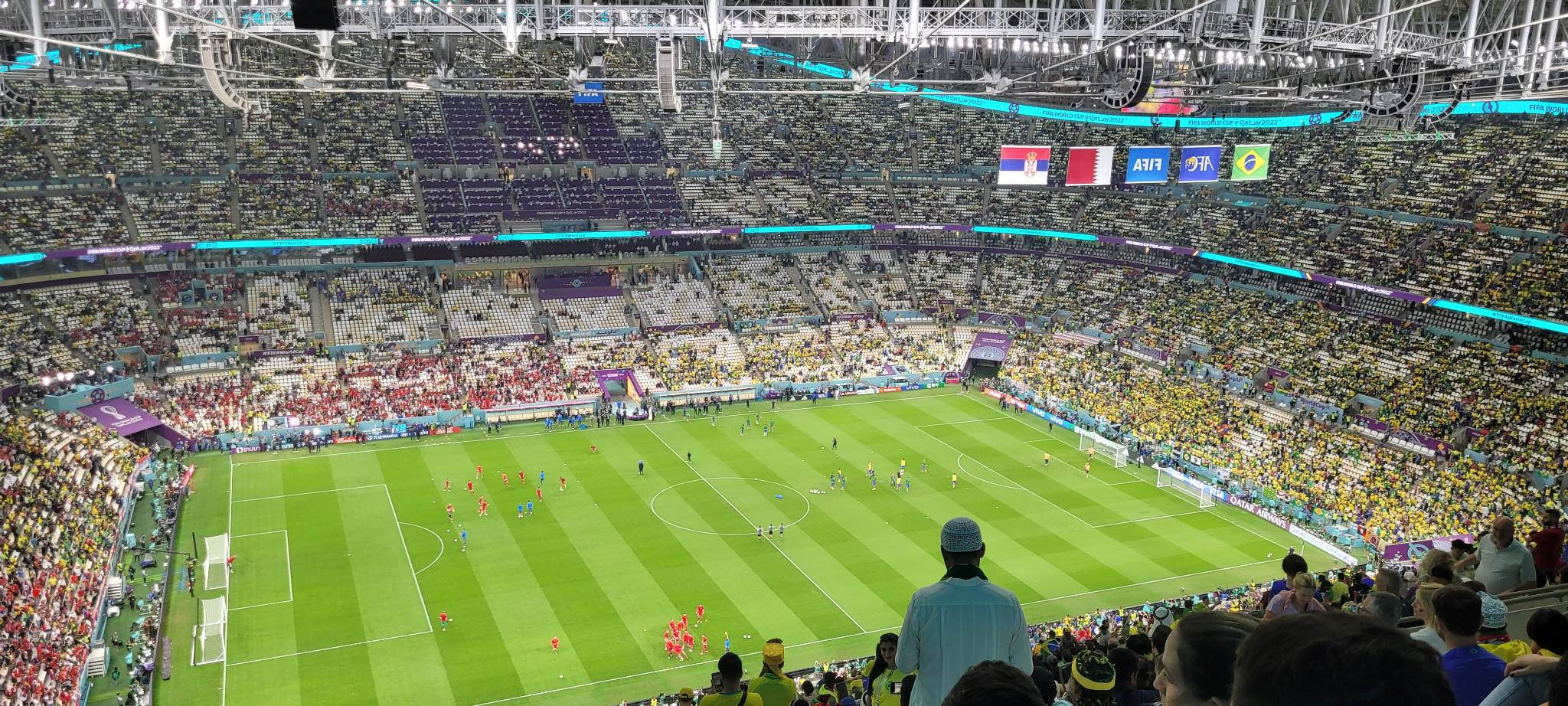
Stade de Lusail, lieu de la finale.

La finale a lieu au stade de Lusail à Lusail, situé à environ 15 kilomètres au nord du centre-ville de Doha. Le stade était destiné avant même sa construction à accueillir la finale dans le cadre de la candidature du Qatar à la coupe du monde, ce qui est confirmé le 15 juillet 2020. Le stade a également été attribué pour accueillir neuf autres matches, dont six en phase de groupes et trois autres matches à élimination directe. Le stade de Lusail, propriété de la fédération du Qatar de football, a été construit dans le cadre de la candidature gagnante du Qatar pour la coupe du monde. Le stade a été conçu par les cabinets britanniques Foster + Partners et Populous, soutenus par Manica Architecture.
La construction a commencé en avril 2017, et devait se terminer en 2020. L'achèvement du stade a été reporté, la construction étant finalement terminée en novembre 2021. Le stade a accueilli son premier match, la Super coupe de Lusail, le 9 septembre 2022, plus tard que prévu.

### Arbitrage

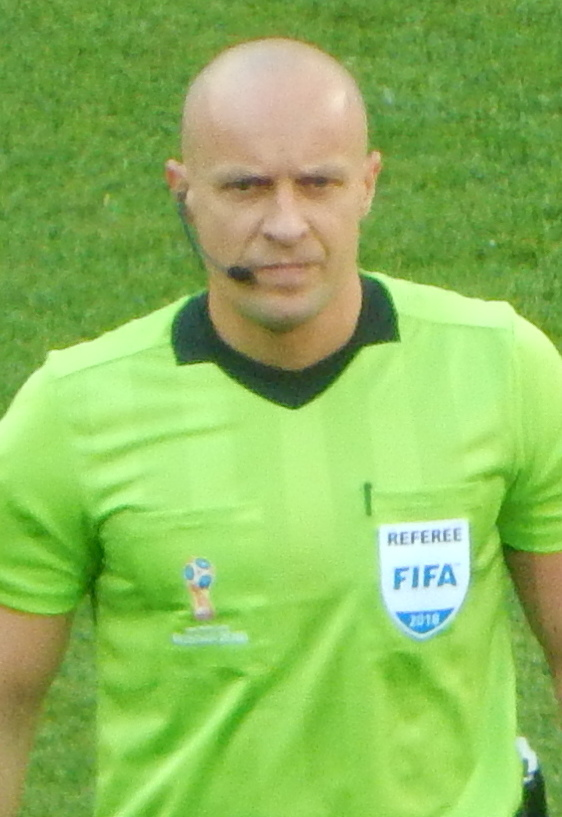
Szymon Marciniak arbitre du match.

L'arbitre polonais Szymon Marciniak a été nommé arbitre de la finale du 15 décembre 2022, ses compatriotes polonais Paweł Sokolnicki et Tomasz Listkiewicz étant nommés arbitres assistants. Marciniak est devenu arbitre de la FIFA en 2011 et avait auparavant été arbitre de football lors du Championnat d'Europe 2016 et de la Coupe du monde 2018, ainsi que lors de la Supercoupe de l'UEFA 2018. Plus tôt dans le tournoi, Marciniak a arbitré le match de la phase de groupes France-Danemark, de même que le match Argentine-Australie en huitième de finale.
C'est la première fois qu'un arbitre polonais dirige l'équipe d'officiels lors d'une finale de coupe du monde, et la deuxième fois qu'un arbitre polonais soit inclus parmi les officiels lors d'un tel match, après que Michał Listkiewicz soit juge de touche lors de la finale de la Coupe du monde 1990. Ismail Elfath et Kathryn Nesbitt sont nommés respectivement quatrième arbitre assistant officiel et de réserve, tandis qu'un autre Polonais, Tomasz Kwiatkowski, dirigera l'équipe d'arbitres assistants vidéo. Le Vénézuélien Juan Soto sert d'arbitre assistant vidéo assistant, l'Américain Kyle Atkins est l'arbitre assistant vidéo hors-jeu, tandis que le rôle d'arbitre assistant vidéo de soutien est attribué au Mexicain Fernando Guerrero. L'Allemand Bastian Dankert et l'Américain Corey Parker sont respectivement arbitre assistant vidéo de réserve et arbitre assistant vidéo assistant de réserve.

### Le ballon
Le ballon de match pour les demi-finales, le match pour la troisième place et la finale a été annoncé le 11 décembre 2022. Il s'agit d'une variante d'Al Rihla nommée Al Hilm, qui signifie « Le rêve » en arabe, une référence au rêve de chaque nation de lever la Coupe du monde. Bien que les aspects techniques du ballon soient les mêmes, la couleur est différente des ballons Al Rihla utilisés dans les phases de groupes et les matchs à élimination directe précédents. Avec un design doré métallisé, marron, bordeaux collégial et rouge, une référence aux couleurs nationales du pays hôte, le Qatar, et les couleurs dorées partagées par le stade Lusail et le trophée de la Coupe du monde. Il s'agit du cinquième ballon spécial pour les finales de la Coupe du monde, après le Teamgeist Berlin, Jo'bulani, Brazuca Final Rio et Telstar Mechta.

### Présence officielle
Plusieurs chefs d'État sont présents, parmi lesquels l'émir qatarien Tamim ben Hamad Al Thani, le président français Emmanuel Macron. Le président argentin Alberto Fernández est resté en Argentine par superstition. Selon la coutume, les membres du Conseil de la FIFA et le président de la FIFA Gianni Infantino assistent également à la finale.

## Équipes
| Équipe    | Précédentes apparitions en finale (en gras celles remportées) |
| --------- | ------------------------------------------------------------- |
| Argentine | 5 (1930, 1978, 1986, 1990, 2014)                              |
| France    | 3 (1998, 2006, 2018)                                          |

## Parcours respectifs
Note : dans les résultats ci-dessous, le score du finaliste est toujours donné en premier.
|   | Équipe          | Pts | J | G | N | P | BP | BC | Diff |
| 1 | Argentine       | 6   | 3 | 2 | 0 | 1 | 5  | 2  | +3   |
| 2 | Pologne         | 4   | 3 | 1 | 1 | 1 | 2  | 2  | 0    |
| 3 | Mexique         | 4   | 3 | 1 | 1 | 1 | 2  | 3  | -1   |
| 4 | Arabie saoudite | 3   | 3 | 1 | 0 | 2 | 3  | 5  | -2   |

|   | Équipe    | Pts | J | G | N | P | BP | BC | Diff |
| 1 | France    | 6   | 3 | 2 | 0 | 1 | 6  | 3  | +3   |
| 2 | Australie | 6   | 3 | 2 | 0 | 1 | 3  | 4  | -1   |
| 3 | Tunisie   | 4   | 3 | 1 | 1 | 1 | 1  | 1  | 0    |
| 4 | Danemark  | 1   | 3 | 0 | 1 | 2 | 1  | 3  | -2   |

### Argentine

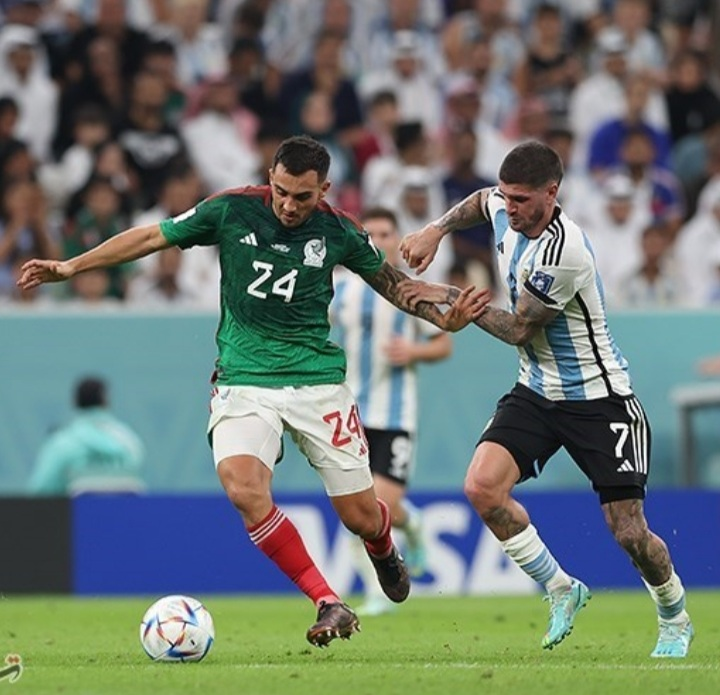
Argentine-Mexique (groupe C).

Tirée au sort dans le groupe C et après une séquence de trois ans et 36 matchs sans défaite, l'Argentine est entrée dans le tournoi comme l'un des favoris. Cependant, à la surprise générale, elle est battue 2-1 par l'Arabie saoudite. L'ouverture du score de Lionel Messi sur penalty est suivie de plusieurs buts de l'Albiceleste qui sont refusés à la suite de hors-jeu. Immédiatement après la mi-temps, l'Arabie saoudite assomme l'Argentine avec deux buts de Saleh Al-Shehri et Salem Al-Dawsari en l'espace de cinq minutes, avant de bloquer toute autre tentative des Sud-Américains dans une performance défensive disciplinée. Cependant, les Argentins rebondissent contre le Mexique (victoire 2-0), après un premier but, Messi offre une passe décisive à Enzo Fernández pour le deuxième but. Stimulée par cette victoire, l'Argentine bat la Pologne avec le même score avec les buts d'Alexis Mac Allister et Julián Álvarez malgré un penalty raté en première mi-temps de Messi. L'Argentine prend la première place du groupe C, le Mexique et l'Arabie saoudite sont éliminés de la Coupe du monde.

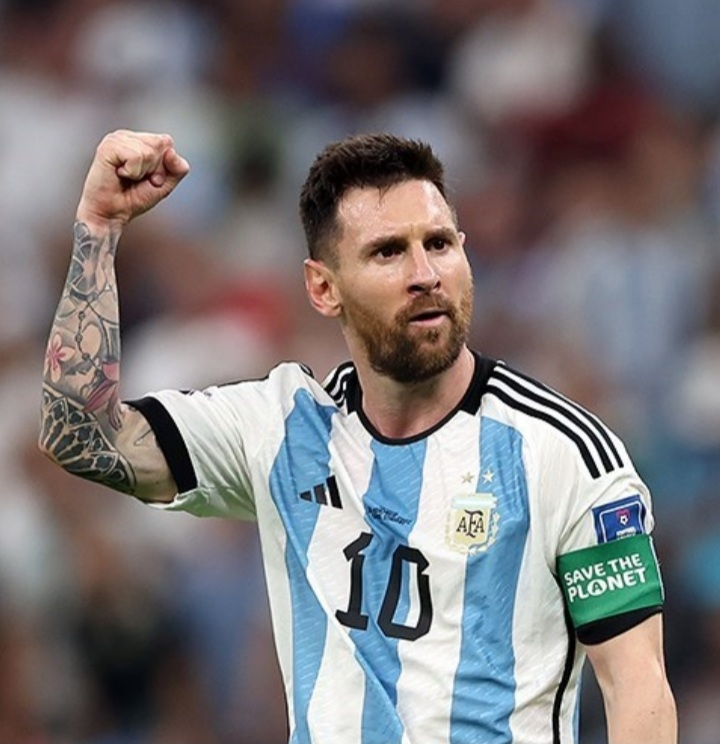
Lionel Messi, auteur de cinq buts avant la finale.

En huitième de finale, les Argentins se retrouvent contre l'Australie, seconde du groupe D ; le tout premier but de Messi en phase à élimination directe est suivi d'un but astucieux d'Álvarez, qui trompe le gardien australien Mathew Ryan. L'Argentine bat l'Australie 2-1, malgré un but contre son camp d'Enzo Fernandez. Face aux Pays-Bas, en quart de finale, match revanche de la rencontre des demi-finales de 2014, l'Argentine mène 2 à 0 grâce à un but de Nahuel Molina sur une somptueuse passe de Messi qui va ensuite marquer le deuxième but de l'Argentine, mais succombe à deux buts tardifs de Wout Weghorst, le score à l'issue du temps réglementaire est de 2-2. Aucune des deux équipes ne trouve le chemin des filets lors des prolongations, la séance des tirs au but voit la victoire des Argentins. Martínez sauve les deux premiers tirs au but néerlandais de Virgil van Dijk et Steven Berghuis, tandis que seul Enzo Fernández manque pour l'Argentine, Lautaro Martínez marque le dernier coup de pied décisif du match pour envoyer l'Argentine en demi-finale et affronter la Croatie, finaliste en 2018. Dans un match revanche de la rencontre de 2018 où la Croatie avait gagné 3-0, l'Argentine bat la Croatie sur le même score 3-0. Lionel Messi marque en première mi-temps avant qu'Alvarez marque cinq minutes plus tard. Sur une passe décisive de Messi, Álvarez marque son doublé en deuxième période. L'Argentine se qualifie pour sa seconde finale en huit ans.
À l'occasion de la finale, Lionel Messi dispute son 26e match de Coupe du monde, dépassant l'Allemand Lothar Matthäus (25 matchs), qui détenait ce record de matchs joués depuis la Coupe du monde 1998.

### France

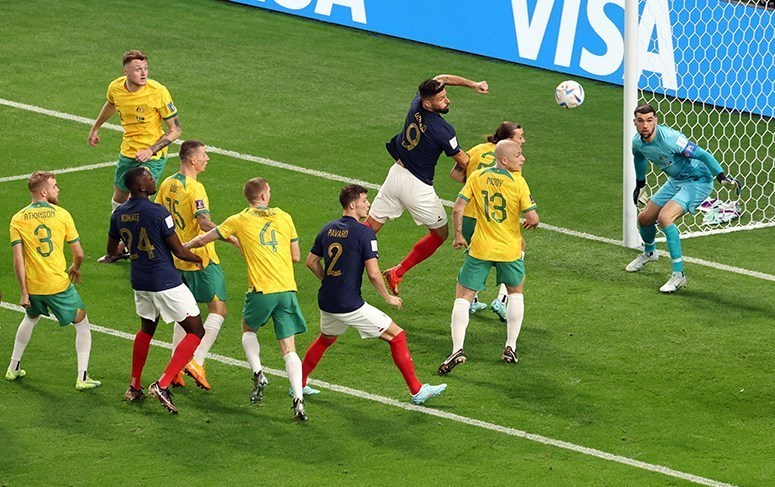
France-Australie (groupe D).

La France a commencé sa campagne de Coupe du monde comme championne du monde en titre, après avoir remporté le tournoi en Russie. Elle a été tirée au sort dans le groupe D.  Pour son premier match, elle rencontre le représentant de l'AFC, l'Australie. Les Français encaissent le premier but après neuf minutes de jeu sur une réalisation de Craig Goodwin, mais ont pu organiser leur retour avec un doublé d'Olivier Giroud, ainsi que les buts d'Adrien Rabiot et Kylian Mbappé, pour gagner 4-1. Renforcée par la victoire, la France bat ensuite une équipe danoise très organisée et menaçante, grâce à Mbappé frappant deux fois en deuxième période, malgré l'égalisation d'Andreas Christensen (victoire 2-1). C'est la première équipe à se qualifier pour la phase à élimination directe et les premiers champions du monde européens à le faire depuis 1994. Avec une progression assurée, le sélectionneur français, Didier Deschamps, fait tourner la majeure partie de son équipe, laissant ses joueurs‑clés au repos pour le dernier match contre la Tunisie. La France perd 1-0 sur un but de Wahbi Khazri, avant de se voir refuser, pour hors-jeu, l'égalisation d'Antoine Griezmann. Elle se maintient en tête du groupe grâce à une différence de buts supérieure à celle de l'Australie .

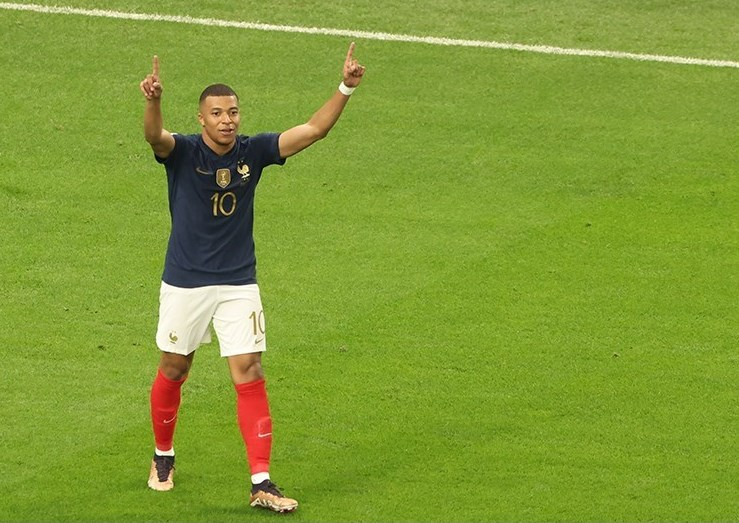
Kylian Mbappé, auteur de cinq buts avant la finale.

En huitième de finale, la France bat la Pologne, seconde du groupe C (3-1) avec les buts de Giroud et Mbappé, malgré un penalty tardif de Robert Lewandowski. En quart de finale, la France se défait de l'Angleterre 2 à 1, dans un match tendu, grâce aux buts d'Aurélien Tchouaméni et Giroud. L'Angleterre égalise sur un penalty de Harry Kane mais un deuxième penalty pour revenir au score à 2 partout est raté par Kane, accordant à la France une place en demi-finale.
La France affronte ensuite la surprise du tournoi, le Maroc, qui a battu les deux représentants ibériques, l'Espagne et le Portugal ; les Français mettent fin au parcours historique de la nation africaine avec deux buts de Théo Hernandez et Randal Kolo Muani. La France atteint ainsi sa deuxième finale consécutive de Coupe du monde pour la première fois de son histoire.

## Match
| Match 64                                                     | Argentine                                                    | 3 - 3 a. p.           | France                                                        | Stade de Lusail, Lusail                                                              |                                                                                      |
| 18 décembre 2022 · 18h00 (UTC+3) · Historique des rencontres | Messi 23e (pen.) · ( Mac Allister) Di María 36e · Messi 108e | (2 - 0, 2 - 2, 2 - 2) | 80e (pen.) Mbappé · 81e Mbappé (Thuram ) · 118e (pen.) Mbappé | Spectateurs : 88 966 Arbitrage : Szymon Marciniak Arbitre vidéo : Tomasz Kwiatkowski | Spectateurs : 88 966 Arbitrage : Szymon Marciniak Arbitre vidéo : Tomasz Kwiatkowski |
| 18 décembre 2022 · 18h00 (UTC+3) · Historique des rencontres | Rapport                                                      |                       |                                                               | Spectateurs : 88 966 Arbitrage : Szymon Marciniak Arbitre vidéo : Tomasz Kwiatkowski | Spectateurs : 88 966 Arbitrage : Szymon Marciniak Arbitre vidéo : Tomasz Kwiatkowski |
| 18 décembre 2022 · 18h00 (UTC+3) · Historique des rencontres | Messi · Dybala · Paredes · Montiel                           | Tirs au but 4 - 2     | Mbappé · Coman · Tchouaméni · Kolo Muani                      | Spectateurs : 88 966 Arbitrage : Szymon Marciniak Arbitre vidéo : Tomasz Kwiatkowski | Spectateurs : 88 966 Arbitrage : Szymon Marciniak Arbitre vidéo : Tomasz Kwiatkowski |

| Argentine | France |

| ARGENTINE :     |    |                     |        |        |
|                 |    |                     |        |        |
| Gardien de but  | 23 | Emiliano Martínez   | 120+5e |        |
|                 | 03 | Nicolás Tagliafico  |        | 120+1e |
|                 | 19 | Nicolás Otamendi    |        |        |
|                 | 13 | Cristian Romero     |        |        |
|                 | 26 | Nahuel Molina       |        | 90e    |
|                 | 20 | Alexis Mac Allister |        | 116e   |
|                 | 24 | Enzo Fernández      | 45+7e  |        |
|                 | 07 | Rodrigo De Paul     |        | 102e   |
|                 | 11 | Ángel Di María      |        | 64e    |
|                 | 09 | Julián Álvarez      |        | 103e   |
|                 | 10 | Lionel Messi        |        |        |
| Remplaçants :   |    |                     |        |        |
|                 | 08 | Marcos Acuña        | 90+8e  | 64e    |
|                 | 04 | Gonzalo Montiel     | 116e   | 90e    |
|                 | 05 | Leandro Paredes     | 114e   | 102e   |
|                 | 22 | Lautaro Martínez    |        | 103e   |
|                 | 06 | Germán Pezzella     |        | 116e   |
|                 | 21 | Paulo Dybala        |        | 120+1e |
| Sélectionneur : |    |                     |        |        |
| Lionel Scaloni  |    |                     |        |        |

| FRANCE :         |    |                     |       |        |
|                  |    |                     |       |        |
| Gardien de but   | 01 | Hugo Lloris         |       |        |
|                  | 22 | Théo Hernandez      |       | 71e    |
|                  | 18 | Dayot Upamecano     |       |        |
|                  | 04 | Raphaël Varane      |       | 113e   |
|                  | 05 | Jules Koundé        |       | 120+1e |
|                  | 08 | Aurélien Tchouaméni |       |        |
|                  | 14 | Adrien Rabiot       | 55e   | 96e    |
|                  | 07 | Antoine Griezmann   |       | 71e    |
|                  | 10 | Kylian Mbappé       |       |        |
|                  | 09 | Olivier Giroud      | 90+5e | 41e    |
|                  | 11 | Ousmane Dembélé     |       | 41e    |
| Remplaçants :    |    |                     |       |        |
|                  | 12 | Randal Kolo Muani   |       | 41e    |
|                  | 26 | Marcus Thuram       | 87e   | 41e    |
|                  | 20 | Kingsley Coman      |       | 71e    |
|                  | 25 | Eduardo Camavinga   |       | 71e    |
|                  | 13 | Youssouf Fofana     |       | 96e    |
|                  | 24 | Ibrahima Konaté     |       | 113e   |
|                  | 03 | Axel Disasi         |       | 120+1e |
| Sélectionneur :  |    |                     |       |        |
| Didier Deschamps |    |                     |       |        |

| Assistants : Pawel Sokolnicki Tomasz Listkiewicz Quatrième arbitre : Ismail Elfath Cinquième arbitre : Kathryn Nesbitt Assistants arbitre vidéo : Juan Soto Kyle Atkins Fernando Guerrero Arbitre assistant vidéo de réserve : Bastian Dankert Arbitre assistant vidéo assistant de réserve : Corey Parker Homme du Match : Lionel Messi |

## Déroulement du match
L'Argentine joue sa sixième finale de Coupe du monde, après 1930, 1978, 1986, 1990 et 2014. Il s'agit de la quatrième finale de la France après 1998, 2006 et 2018. L'équipe sud-américaine domine le match durant plus de soixante-dix minutes. Elle se détache 2-0, avec en premier lieu un penalty sifflé pour une faute d'Ousmane Dembélé sur Ángel Di María transformé par Lionel Messi à la 23e minute puis, moins d'un quart d'heure plus tard, une remontée fulgurante du terrain, avec une déviation de Messi vers Julián Álvarez qui lance Alexis Mac Allister lequel, à l'entrée de la surface renverse sur Di Maria esseulé qui bat Hugo Lloris. Pendant plus d'une heure, l'équipe de France prend l'eau et ne compte pas le moindre tir vers le but défendu par Emiliano Martínez. Didier Deschamps procède à sept changements pour tenter d'infléchir le cours des événements, sortant Dembélé et Olivier Giroud en première mi-temps, Antoine Griezmann et Théo Hernandez en deuxième mi-temps, puis Adrien Rabiot, Raphael Varane et Jules Koundé en prolongations. Dans l'ordre d'apparition, Marcus Thuram et Randal Kolo Muani puis Eduardo Camavinga et Kingsley Coman et enfin, Youssouf Fofana, Ibrahima Konaté et Axel Disasi, entrent sur le terrain.
Le cours du match change à la 80e minute, quand Kylian Mbappé transforme le penalty sifflé après une faute de Nicolás Otamendi sur Kolo Muani qui lui est passé devant balle au pied en entrant dans la surface. D'un seul coup, les Bleus se mettent à gagner leurs duels, à assurer leurs passes et à récupérer les ballons. 97 secondes plus tard, Coman récupère la balle dans les pieds de Messi, transmet à Rabiot, qui alerte Mbappé à l'entrée de la surface, lequel s'appuie sur Thuram qui lui remet d'une louche ; le Parisien reprend de volée et égalise à 2-2, score à l'issue du temps réglementaire. Lors de la deuxième mi-temps des prolongations, les Argentins en contre-attaque se présentent à trois dans la surface française, le remplaçant Lautaro Martínez tire en force sur Lloris qui repousse, mais Messi reprend le ballon et inscrit son septième but de la compétition donnant l'avantage 3-2 à son équipe. Puis Gonzalo Montiel concède un penalty après avoir détourné de l'avant-bras, dans la surface, une frappe de Mbappé, lequel transforme le penalty, son troisième but de la finale. Il n'est que le second joueur à réussir cet exploit en finale après Geoff Hurst en 1966, mais le premier à totaliser quatre buts (en comptant celui inscrit en 2018) en finale. Il devient aussi le meilleur buteur du tournoi avec huit réalisations. Alors que les deux équipes se procurent tour à tour de belles occasions, la dernière, dans le temps additionnel de la prolongation, puis les tirs au but arrive le premier de Randal Kolo Muani, qui est détourné du bout du pied gauche par Emiliano Martinez, ce qui est considéré notamment par Didier Deschamps comme la véritable balle de match. Le score en reste à 3-3, la séance des tirs au but va par conséquent être jouée pour départager les deux équipes.
Lors de la séance de tirs au but, tous les tireurs argentins réussissent leurs tentatives, alors que Martinez repousse celle de Kingsley Coman et qu'Aurélien Tchouaméni frôle le poteau. L'Argentine l'emporte 4 tirs au but à 2, la formation emmenée par Lionel Messi, désigné meilleur joueur de la compétition, accroche une troisième étoile à son maillot, trente-six ans après la victoire de Diego Maradona et les siens au Mexique.
|                      | Argentine | France |
| Buts attendus        | 3,48      | 2,29   |
| Possession du ballon | 46 %      | 40 %   |
| Passes               | 635       | 525    |
| Tirs cadrés          | 9         | 5      |
| Tirs non cadrés      | 9         | 3      |
| Arrêts du gardien    | 3         | 7      |
| Corners obtenus      | 6         | 5      |
| Coups francs         | 22        | 28     |
| Hors-jeu             | 4         | 4      |
| Fautes commises      | 26        | 19     |
| Cartons jaunes       | 5         | 3      |
| Cartons rouges       | 0         | 0      |

## Après-match

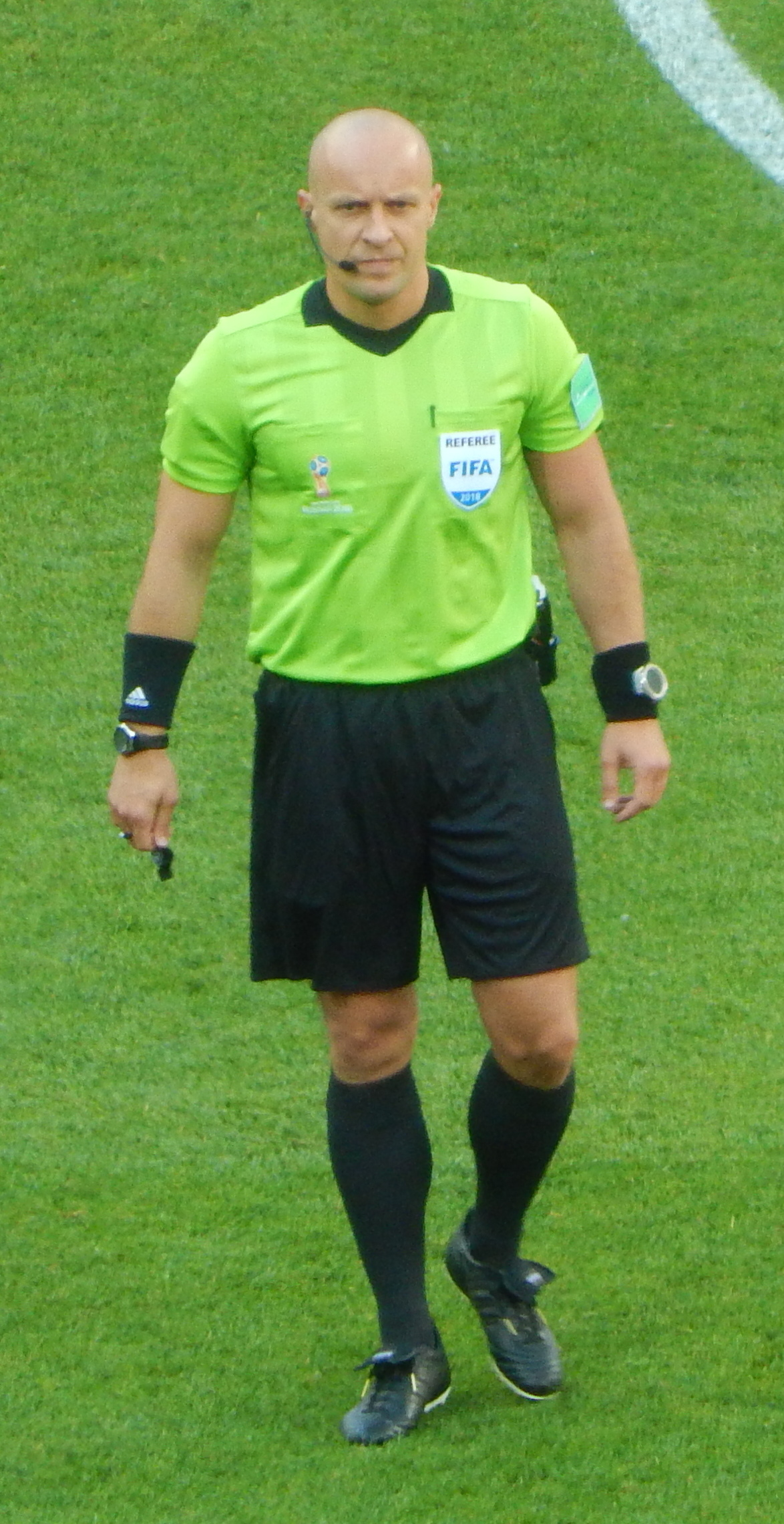
Le Polonais Szymon Marciniak, l'arbitre de la Finale.

La cérémonie de remise des prix a lieu en présence de l'émir du Qatar Tamim ben Hamad Al Thani, du président de la République française Emmanuel Macron, du président de la FIFA Gianni Infantino et d'autres personnalités du monde du football. Le président argentin, Alberto Fernández, a préféré rester en Argentine par superstition .
Les différentes distinctions individuelles sont distribuées. Enzo Fernández est élu meilleur jeune joueur, Emiliano Martinez meilleur gardien, un choix controversé, et Lionel Messi meilleur joueur. Ce dernier devient le premier à décrocher deux fois cette récompense. Kylian Mbappé finit meilleur buteur de la compétition avec huit réalisations.
A lieu ensuite la remise des médailles, argent pour les Français et or pour les Argentins. L'émir Al Thani et le président Infantino remettent alors le trophée au capitaine argentin Lionel Messi, qui le soulève devant ses coéquipiers.

## Audience
Le match a rassemblé 24,08 millions de téléspectateurs en moyenne sur TF1, soit un record absolu de la télévision française. Un pic a été mesuré à 29,31 millions à 18 h 53.
Dans le monde, le nombre de téléspectateurs s'élève à 1,5 milliard selon la FIFA, ce qui constitue un record.